# Каннский кинофестиваль 2015
68-й Каннский международный кинофестиваль прошёл с 13 по 24 мая 2015 года. Жюри основного конкурса возглавляли американские кинорежиссёры Итан и Джоэл Коэны. Итальянская актриса Изабелла Росселлини была председателем жюри программы «Особый взгляд». «Золотой пальмовой ветвью» был награждён французский фильм «Дипан» режиссёра Жака Одиара.
Смотр открылся социальной драмой La Tête haute («Молодая кровь») француженки Эмманюэль Берко. Это второй случай в истории фестиваля, когда фильмом открытия стала картина, поставленная режиссёром-женщиной (40-й кинофестиваль в 1987 году открывался фильмом «Влюблённый мужчина» Дианы Кюри). Французские картины не открывали фестиваль с 2005 года, когда 58-й Каннский кинофестиваль открылся фильмом «Лемминг».
Ведущим церемоний открытия и закрытия фестиваля выступил французский актёр Ламбер Вильсон.
В официальном постере фестиваля использована фотография кинозвезды Ингрид Бергман работы Дэвида Сеймура.

## Жюри

### Основной конкурс
- Итан и Джоэл Коэны, кинорежиссёры ( США) — председатель
- Росси Де Пальма, актриса ( Испания)
- Софи Марсо, актриса ( Франция)
- Сиенна Миллер, актриса ( Великобритания)
- Рокия Траоре, композитор, певица ( Мали)
- Гильермо дель Торо, кинорежиссёр ( Мексика)
- Ксавье Долан, актёр, кинорежиссёр ( Канада)
- Джейк Джилленхол, актёр ( США)

### «Особый взгляд»
- Изабелла Росселлини, киноактриса ( Италия) — председатель
- Хаифа аль-Мансур, кинорежиссёр ( Саудовская Аравия)
- Надин Лабаки, актриса, кинорежиссёр ( Ливан)
- Панос Х. Кутрас, кинорежиссёр ( Греция)
- Тахар Рахим, актёр ( Франция)

### Синефондасьон и конкурс короткометражных фильмов
- Абдеррахман Сиссако, кинорежиссёр, сценарист и продюсер ( Мавритания) — председатель
- Сесиль де Франс, актриса ( Бельгия)
- Джоана Хаджитомас, кинорежиссёр ( Ливан)
- Даниэль Ольбрыхский, актёр ( Польша)
- Ребекка Злотовски, кинорежиссёр ( Франция)

### «Золотая камера»
- Сабина Азема, актриса ( Франция) — председатель
- Дэльфин Глейз, режиссёр, сценарист ( Франция)
- Мельвиль Пупо, актёр ( Франция)
- Клод Гарнье, оператор ( Франция)
- Дидье Хак, представитель FICAM (Federation of Cinema, Audiovisual and Multimedia Industries) ( Франция)
- Ян Гонсалес, сценарист, режиссёр ( Франция)
- Бернар Пайен, представитель Syndicat français de la critique de cinéma ( Франция)

## Конкурсная программа
| Победители выделены отдельным цветом. |

### Основной конкурс
Список фильмов, участвующих в основном конкурсе за «Золотую пальмовую ветвь», был обнародован на пресс-конференции фестиваля 16 апреля 2015 года.
| Русское название                              | Оригинальное название                   | Режиссёр(ы)       | Страна                          | Показ       |
| --------------------------------------------- | --------------------------------------- | ----------------- | ------------------------------- | ----------- |
| Дипан                                         | Dheepan                                 | Жак Одиар         | Франция                         | 21 мая 2015 |
| Закон рынка                                   | La Loi du marché (The Measure Of A Man) | Стефан Бризе      | Франция                         | 20 мая 2015 |
| Маргарита и Жюльен                            | Marguerite et Julien                    | Валери Донзелли   | Франция                         | 19 мая 2015 |
| Страшные сказки                               | Il Racconto dei racconti                | Маттео Гарроне    | Италия, Франция, Великобритания | 14 мая 2015 |
| Кэрол                                         | Carol                                   | Тодд Хейнс        | США                             | 17 мая 2015 |
| Убийца                                        | Nie yinniang                            | Хоу Сяосянь       | Китайская Республика            | 21 мая 2015 |
| И горы сдвигаются с места (Горы могут ходить) | Shan he gu ren                          | Цзя Чжанкэ        | Китай                           | 20 мая 2015 |
| Наша младшая сестрёнка (Дневник Умимати)      | Umimachi diary                          | Хирокадзу Корееда | Япония                          | 14 мая 2015 |
| Макбет                                        | Macbeth                                 | Джастин Курзель   | Великобритания                  | 23 мая 2015 |
| Лобстер                                       | The Lobster                             | Йоргос Лантимос   | Греция                          | 15 мая 2015 |
| Мой король                                    | Mon roi                                 | Майвенн           | Франция                         | 17 мая 2015 |
| Моя мама                                      | Mia madre                               | Нанни Моретти     | Италия                          | 16 мая 2015 |
| Сын Саула                                     | Saul fia                                | Ласло Немеш       | Венгрия                         | 15 мая 2015 |
| Молодость                                     | La giovinezza                           | Паоло Соррентино  | Италия                          | 20 мая 2015 |
| Громче, чем бомбы                             | Louder than Bombs                       | Хоаким Триер      | Норвегия                        | 18 мая 2015 |
| Море деревьев                                 | Sea of Trees                            | Гас Ван Сэнт      | США                             | 16 мая 2015 |
| Наёмница                                      | Sicario                                 | Дени Вильнёв      | США                             | 19 мая 2015 |
| Долина любви                                  | Valley of Love                          | Гийом Никлу       | Франция                         | 22 мая 2015 |
| Хроники                                       | Chronic                                 | Мишель Франко     | США                             | 22 мая 2015 |

### «Особый взгляд»
| Русское название      | Оригинальное название      | Режиссёр               | Страна                               |
| --------------------- | -------------------------- | ---------------------- | ------------------------------------ |
| Ан                    | あん An                    | Наоми Кавасе           | Япония                               |
| Кладбище великолепия  | รักที่ขอนแก่น Rak Ti Khon Kaen | Апичатпонг Верасетакул | Таиланд                              |
| Путешествие к берегу  | 岸辺の旅 Kishibe no tabi   | Киёси Куросава         | Япония                               |
| Ловушка               | Taklub                     | Брильянте Мендоса      | Филиппины                            |
| Этажом ниже           | Un etaj mai jos            | Раду Мунтян            | Румыния                              |
| Сокровище             | Comoara                    | Корнелиу Порумбойю     | Румыния                              |
| Мадонна               | 마돈나                     | Шин Су Вон             | Республика Корея                     |
| Другая сторона        | The Other Side             | Роберто Минервини      | США, Италия                          |
| Избранный             | Las elegidas               | Дэвид Паблос           | Мексика                              |
| Мэриленд              | Maryland                   | Алис Винокур           | Франция                              |
| По прозвищу «Мария»   | Alias María                | Жозе Луис Ругилис      | Колумбия, Аргентина, Франция         |
| Четвёртое направление | Chauthi Koot               | Гурвиндер Сингх        | Индия                                |
| Бараны                | Hrútar                     | Гримур Хаконарсон      | Исландия                             |
| Я — солдат            | Je suis un soldat          | Лорен Ларивье          | Франция, Бельгия                     |
| Ягненок               | Lamb                       | Яред Зелеке            | Эфиопия, Франция, Германия, Норвегия |
| Улетай один           | Masaan                     | Нирадж Гхайван         | Индия                                |
| Бесстыдник            | 무뢰한 Muroehan            | Seung-uk Oh            | Республика Корея                     |
| Нахид                 | ناهید Nahid                | Ида Панаханде          | Иран                                 |
| Зенит                 | Zvizdan                    | Далибор Матанич        | Хорватия, Словения                   |

### Внеконкурсные показы
| Русское название               | Оригинальное название | Режиссёр(ы)                      | Страна         |
| ------------------------------ | --------------------- | -------------------------------- | -------------- |
| Молодая кровь (фильм открытия) | La Tête haute         | Эммануэль Берко                  | Франция        |
| Иррациональный человек         | Irrational Man        | Вуди Аллен                       | США            |
| Головоломка                    | Inside Out            | Пит Доктер, Рональдо Дель Кармен | США            |
| Безумный Макс: Дорога ярости   | Mad Max: Fury Road    | Джордж Миллер                    | Австралия, США |
| Маленький принц                | The Little Prince     | Марк Осборн                      | Франция        |
| Лёд и небо (фильм закрытия)    | La glace et le ciel   | Люк Жаке                         | Франция        |

### Полуночные показы
| Русское название | Оригинальное название | Режиссёр(ы)  | Страна           |
| ---------------- | --------------------- | ------------ | ---------------- |
| Эми              | Amy                   | Асиф Кападиа | Великобритания   |
| Любовь           | Love                  | Гаспар Ноэ   | Франция          |
| Офис             | O Piseu (Office)      | Вон-Чхан Хон | Республика Корея |

### Специальные показы
| Русское название                                          | Оригинальное название                               | Режиссёр(ы)      | Страна           |
| --------------------------------------------------------- | --------------------------------------------------- | ---------------- | ---------------- |
| Повесть о любви и тьме                                    | סיפור על אהבה וחושך (Sipur al ahava ve choshech)    | Натали Портман   | Израиль          |
| Амнезия                                                   | Amnesia                                             | Барбе Шредер     | Франция          |
| Асфальт                                                   | Asphalte (Macadam Stories)                          | Самюэль Беншетри | Франция          |
| Лестничный ум                                             | Hayored Lema’ala (Afterthought)                     | Элад Кейдан      | Израиль, Франция |
| Наш дом                                                   | Oka (Our House)                                     | Сулейман Сиссе   | Мали             |
| Панама                                                    | Panama                                              | Павле Вукович    | Сербия           |
| История безумца (Не говорите мне, что парень сошел с ума) | Une Histoire de Fou (Don’t Tell Me the Boy Was Mad) | Робер Гедигян    | Франция          |

## Награды

#### Основной конкурс
- «Золотая пальмовая ветвь» — «Дипан», реж. Жак Одиар ( Франция)
- Гран-при — «Сын Саула», реж. Ласло Немеш ( Венгрия)
- Лучший режиссёр — Хоу Сяосянь за «Убийца» ( Китайская Республика)
- Лучший сценарий — Мишель Франко за «Хроники» ( США)
- Лучшая актриса — Руни Мара за «Кэрол» ( США) и Эмманюэль Берко за «Мой король» ( Франция)
- Лучший актёр — Венсан Линдон за «Закон рынка» ( Франция)
- Приз жюри — «Лобстер», реж. Йоргос Лантимос ( Греция)

#### «Особый взгляд»
- Главный приз — «Бараны», реж. Гримур Хаконарсон ( Исландия)
- Приз жюри — «Зенит», реж. Далибор Матанич ( Хорватия,  Словения)
- Приз за лучшую режиссуру — Киёси Куросава за «Путешествие к берегу» ( Япония)
- Приз «Особый талант» — «Сокровище», реж. Корнелиу Порумбойю ( Румыния)
- Специальный приз «Promizing Future Prize» — «Улетай один», реж. Нирадж Гайван ( Индия) и «Нахид», реж. Ида Панаханде ( Иран)

#### «Золотая камера» за лучший дебютный фильм
- «Земля и тень» [La tierra y la sombra/Land and Shade], реж. Сезар Аугусто Асеведо ( Колумбия —  Нидерланды —  Чили —  Бразилия) (программа «Неделя критики»)

#### Конкурс студенческих фильмов («Синефондасьон»)
- Первый приз — «Поделиться» [Share], реж. Пиппа Бьянко ( США)
- Второй приз — «Потерянные королевы» [Locas perdidas], реж. Игнасио Юричич Мерильян ( Чили)
- Третий приз — «Виктор XX» [Victor XX], реж. Иэн Гарридо Лопес ( Испания) и «Возвращение Эркина», реж. Мария Гуськова ( Россия)

#### Короткий метр
- Золотая пальмовая ветвь за короткометражный фильм — «Волны-98» [Waves '98], реж. Эли Дагер ( Ливан)

### Независимые награды
Приз ФИПРЕССИ 
- В основном конкурсе — «Сын Саула», реж. Ласло Немеш ( Венгрия)
- В программе «Особый взгляд» — «Улетай один», реж. Нирадж Гхайван ( Индия)
- В параллельной программе — «Паулина» [Paulina], реж. Сантьяго Митре ( Аргентина)

 Экуменическое жюри 
- Приз экуменического (христианского) жюри — «Моя мама», реж. Нанни Моретти ( Италия)

 Квир-пальма 
- Квир-пальма — «Кэрол», реж. Тодд Хейнс ( США)
- Специальное упоминание — «Лобстер», реж. Йоргос Лантимос ( Греция)

### Почётные награды
- Почётная «Золотая пальмовая ветвь» (призом награждаются крупнейшие режиссёры, работы которых широко известны, но ни разу не были отмечены главной наградой Каннского фестиваля)[9] — Аньес Варда.

### Параллельные программы
Неделя критики
- Гран-при — «Паулина», реж. Сантьяго Митре ( Аргентина)
- Приз «Откровение» — Сесар Аугусто Асеведо за фильм «Земля и тень»
- Премия французского Общества драматических авторов и композиторов — Сесар Аугусто Асеведо за фильм «Земля и тень»
- Приз за короткометражный фильм — «Ветряная оспа», реж. Фульвио Ризулео ( Италия) и «Рамона», реж. Андрей Крецулеску ( Румыния).

Проводилась программа «Двухнедельник режиссёров», в рамках которой продолжалась десятидневная акция солидарности с украинским режиссёром Олегом Сенцовым, организованная Гильдией французских кинематографистов и Европейской киноакадемией. Перед каждым из более чем пятидесяти сеансов демонстрировалась фотография украинского режиссёра с надписью «Свободу Олегу Сенцову».